# クロード・アヴリーヌ
クロード・アヴリーヌ（Claude Aveline, 1901年7月19日 - 1992年11月4日）は、フランスパリ出身の小説家、詩人、フランスのレジスタンスのメンバー。
1937年にルイ・デリュック賞の審査員、1968年に開催される予定だった第21回カンヌ国際映画祭の審査員を務めた。

## 生涯
1901年7月19日、フランスのパリ5区にユダヤ系ロシア人であった両親の元に生まれる。両親はロシアでのユダヤ系に対する迫害ないし人種差別（ポグロム）から逃れるためにフランスへ移住していた。
1905年にフランス国籍を家族全員で取得し、アヴリーヌはパリ5区のアンリ4世校 (en) に入学したが、途中両親がヴェルサイユに引越ししたため、同地のオッシュ校 (fr) に転校した。同校在学中の1915年、ボランティアで第一次世界大戦のメディックを務めた。その後さらに、パリ16区のジャンソン・ドゥ・サイイ校 (fr) で学んだ。同サイイ校在学中、健康を害したため勉学を中断し、1918年から1919年にかけて南仏カンヌ近郊ル・カネに移り住み、作家活動をする。
1919年、アヴリーヌの詩がマガジンに掲載され、フランスの詩人、小説家、批評家であるアナトール・フランスと友人になり、メンタリングとなった。
1920年にパリに戻り、1922年に自分自身の出版社を設立し、フランスで最も若い出版社と呼ばれた。
1923年、アヴリーヌが病気の療養中のためフォン＝ロムー＝オデイヨ＝ヴィアにいた時、後に映画監督となるジャン・ヴィゴと親しくなる。
1929年に回想記『夜明け』を著し、1930年から1955年にかけて全三部作からなる大河小説『フィリップ・ドニの生涯』を著した。
1937年にルイ・デリュック賞の審査員を務める。
第二次世界大戦時にはフランスのレジスタンスに参加し、1952年にはイタリア賞を受賞した。
1968年に開催される予定だった第21回カンヌ国際映画祭の審査員を務めた。
1974年より回想録を著し、1992年にパリで亡くなった。
なお、日本に於けるアヴリーヌの著作はフランス文学者、翻訳家である三輪秀彦、河盛好蔵と俳人、詩人、評論家の安東次男により翻訳され、出版されている。

## 小説

### ミステリ長編（殺人課フレデリック・ブロ課長もの）
- ブロの二重の死 　La Double Mort de Frédéric Belot （1932年）
- 七号車一五座席　 Voiture 7 Place 15 （1937年）
- Ｕ路線の定期乗客　 L'Abonné de la Ligne U （1947年）
- Le Jet d'Eau （1947年）

### 大河小説（フィリップ・ドニの生涯）
- マイヤール夫人 　Madam Maillart　（1930年）
- Les Amours et les Haines （1930年）
- Philippe （1955年）

### 児童小説
- 黒ちゃん　白ちゃん　 Baba Diéne et Morceau-de-Sucre　（1937年）